# Folkebevægelsen mod EU
Folkebevægelsen mod EU är en dansk tvärpolitisk rörelse som arbetar mot ytterligare europeisk överstatlighet och för att Danmark ska lämna EU. 
Folkebevægelsen ställer upp i valen till Europaparlamentet och har varit representerat från 1979 till valet 2019 då dess represententant Rina Ronja Kari förlorade sitt mandat. Folkebevægelsen har partibeteckningen N på valsedeln.

## Medlemmar
Folkebevægelsen består dels av lokala kommittéer med enskilda medlemmar, dels av ett trettiotal organisationer, bland annat ett antal fackförbund och lokala fackklubbar. Ett antal partipolitiska organisationer är också anslutna till Folkebevægelsen. Det gäller bland annat Enhedslisten, Kommunistisk Parti i Danmark, Kommunistisk Parti, Arbejderpartiet Kommunisterne, Retsforbundet, Frit Norden(no) och Dansk Samling.

## Folkebevægelsens historia
Folkebevægelsen mod dansk medlemskab af EF bildades vid en konferens i Odense den 21–22 april 1972. Folkrörelsen hämtade inspiration och medlemmar från föregångarna Fællesudvalget mod dansk medlemskab af EF, Vestjysk Folkebevægelse (i Ribe amt) och Folkebevægelsen i Fyns Amt. 
Folkrörelsen har haft en ledande roll på Nej-sidan i folkomröstningarna om EG/EU 1972, 1986, 1992, 1993, 1998 och 2000. 
Folkebevægelsen har varit representerad i Europaparlamentet sedan 1979. Där har man tillhört följande partigrupper: Den tekniska gruppen (1979–1984), Regnbågsgruppen (1984–1994), Nationernas Europa (1994–1999), Demokratiernas och mångfaldens Europa (1999–2002) samt Gruppen Europeiska enade vänstern/Nordisk grön vänster (2002-2019).

## Folkebevægelsens namn
- Folkebevægelsen mod dansk medlemskab af EF (21 april–8 oktober 1972)
- Folkebevægelsen mod EF (8 oktober 1972–2 februari 1994)
- Folkebevægelsen mod EF-Unionen (3 februari 1994–26 september 1998)
- Folkebevægelsen mod EU (sedan 27 september 1998)

## Folkebevægelsens Europaparlamentariker
- Else Hammerich (1979–89)
- Sven Skovmand (1979–84)
- Jørgen Bøgh (1979–87)
- Jens-Peter Bonde (1979–94)
- Ib Christensen (1984–94)
- Birgit Bjørnvig (1987–94)
- Ulla Sandbæk (1989–94)
- Lis Jensen (1994–99)
- Jens Okking (2002–03)
- Ole Krarup (1994–2006)
- Søren Søndergaard (2007–2014)
- Rina Ronja Kari (2014–2019)[1]